# Оскар Глух
Оскар Глух (хебр. אוסקר גלוך; Реховот, 1. април 2004) је израелски фудбалер који тренутно наступа за Ред бул Салцбург. Игра на позицији офанзивног везног играча.
Његов отац Максим Глух је такође био фудбалер, који је емигрирао из Русије у Израел када је имао 13 година.

## Успеси
Ред бул Салцбург
- Бундеслига Аустрије (1) : 2022/23.[7]

 Израел до 19
- Европско првенство до 19 година:  2022.[8]

Појединачни
- Идеални тим Европског првенства до 19 година: 2022.[9]
- Гол Европског првенства до 19 година: 2022.[10]